# Calco léxico
El calco lingüístico o calco léxico es un tipo especial de préstamo léxico que no imita la entidad fonética material (significante) del modelo extranjero, sino otros dos aspectos más «internos»: 
- el esquema o construcción morfológica (skyscraper en inglés → rascacielos en español, gratte-ciel en francés, grattacielo en italiano)
- el significado (mirage en francés → espejismo en español, a partir del significado de la raíz francesa miroir, ‘espejo’)

Es uno de los aspectos en los préstamos que más interés ha despertado entre los estudiosos de los contactos interlingüísticos.

## Clasificación según Betz
La clasificación del calco estructural según la tipología, propuesta por el filólogo alemán Werner Betz (1949), se basa en criterios formalistas en los que se distinguen tres tipos de calco estructural, en función del grado de modificación formal y conceptual del modelo extranjero:

### Calco literal (Lehnübersetzung)
Betz lo define como "la exacta traducción miembro por miembro del modelo", ya que cada morfema del modelo es traducido por el morfema más próximo de la lengua receptora:
La mayoría de los calcos del inglés que encontramos en español son calcos literales: 
| Palabra original  | Calco literal      |
| ----------------- | ------------------ |
| basketball        | baloncesto         |
| unemployment      | desempleo          |
| self-service      | autoservicio       |
| skyscraper        | rascacielos        |
| coastguard        | guardacostas       |
| greenhouse effect | efecto invernadero |
| light year        | año luz            |
| weekend           | fin de semana      |

### Calco aproximado (Lehnübertragung)
La reproducción del modelo extranjero es algo más libre y cuenta con una traducción aproximada, debido a que sólo se traduce de manera literal una parte del compuesto, o a que una palabra simple de la lengua modelo se expande en un compuesto. Los calcos aproximados se pueden clasificar así:
- Calcos asimétricos. En ellos, una parte del modelo es traducida literalmente y la otra parte es traducida libremente:

| Palabra original | traducción literal  | Calco asimétrico |
| ---------------- | ------------------- | ---------------- |
| iron curtain     | ‘cortina de hierro’ | telón de acero   |
| count-down       | ‘cuenta abajo’      | cuenta atrás     |
| gold rush        | ‘carrera del oro’   | fiebre del oro   |
| headhunter       | ‘cazacabezas’       | cazatalentos     |
En ocasiones alternan el calco literal y el aproximado asimétrico:
| Palabra original | traducción literal | traducción aproximada |
| ---------------- | ------------------ | --------------------- |
| the homeless     | los sin hogar      | los sin techo         |
| money laundering | lavado de dinero   | blanqueo de dinero    |
- Calcos contraídos. Como consecuencia de una traducción más libre, puede darse el caso de que un compuesto sea reproducido mediante una palabra simple o derivada: los modelos franceses coup de téléphone y coup de foudre se tradujeron en español como telefonazo y flechazo (en sentido amoroso). Sin embargo, este mecanismo explica también la formación de equivalentes nativos acuñados en español para sustituir ciertos anglicismos: inglés script girl > español anotadora, inglés babysitter > español canguro.
- Calcos expandidos. Se trata del caso opuesto: una palabra simple es expandida en un compuesto. Este procedimiento también sirve para acuñar equivalentes nativos, por ejemplo:[1]

| Palabra original | traducción                            |
| ---------------- | ------------------------------------- |
| boom             | auge súbito                           |
| share            | índice de audiencia/cuota de pantalla |

### Calco libre o conceptual (Lehnschöpfung)
Se trata del tipo de calco menos fiel pues, aunque respeta la entidad conceptual de dicho modelo, es formalmente independiente de este modelo extranjero. En este caso, también nos encontramos ante equivalentes nativos acuñados para evitar un préstamo, por ejemplo:> Software se convierte en el equivalente conceptual soporte lógico.

## El calco como dialecto
Un estudio liderado por el profesor de Lingüística y de Inglés de la Universidad Internacional de Florida (FIU) Phillip Carter, ha descubierto la existencia de un dialecto del idioma inglés en el sur del estado de Florida, una variedad del inglés que incorpora calcos del español, esto es, expresiones traducidas literalmente desde esa lengua, un uso de calcos habitual entre los inmigrantes cuando aprenden el idioma de su país de acogida, pero suele desaparecer con las generaciones siguientes, pero que, según este estudio, realizado con entrevistas a ciudadanos de origen latinoamericano, se demuestra que en el sur de Florida no siempre es así.